# Vernonia zollingerianoides
Vernonia zollingerianoides là một loài thực vật có hoa thuộc họ Asteraceae.
Loài này chỉ có ở Indonesia.